# Budd Rail Diesel Car
Le Budd Rail Diesel Car, (RDC) sono particolari rotabili automotori costruiti tra il 1949 e il 1962 in numero di 398 unità dalla Budd Company di Filadelfia (Pennsylvania) dotati di motori Diesel.
Vennero adottate per servizi passeggeri in aree rurali a bassa densità di traffico o per servizio pendolare a corto raggio allo scopo di ridurre le spese di gestione rispetto ai treni tradizionali con locomotiva Diesel. Concepite per uso singolo o accoppiate con controllo dalla cabina dell'unità anteriore le RDC Budd sono state tra i pochi treni "DMU" (diesel multiple unit) a raggiungere un certo successo commerciale in America del Nord.

## Storia

### Premesse

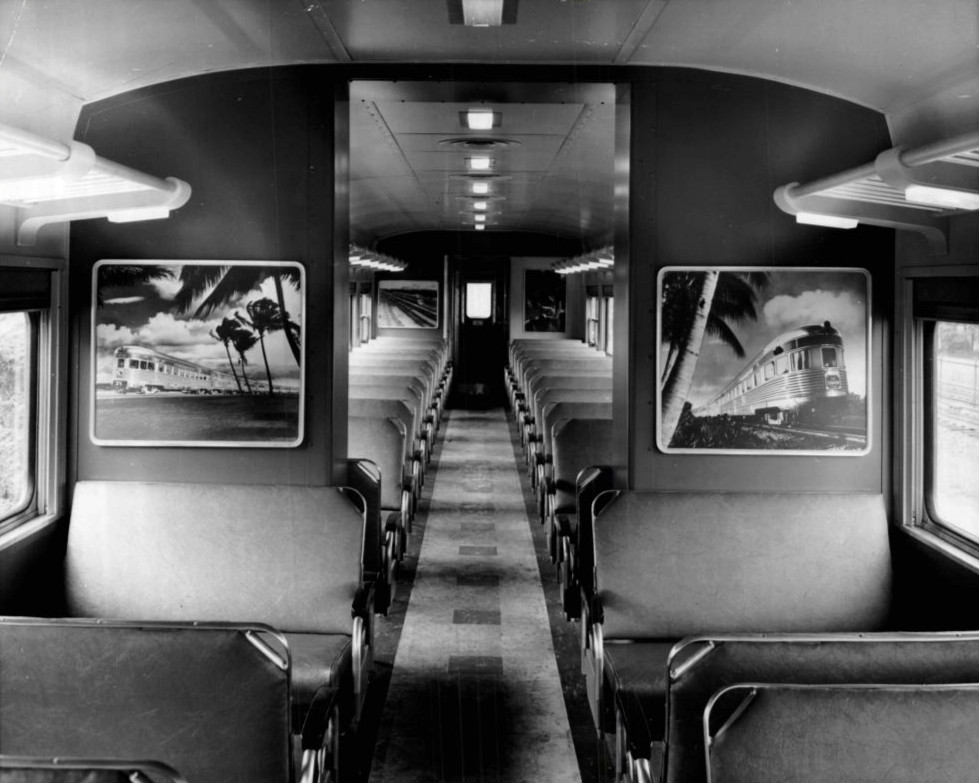
Interni del prototipo dimostrativo RDC-1 del 1949

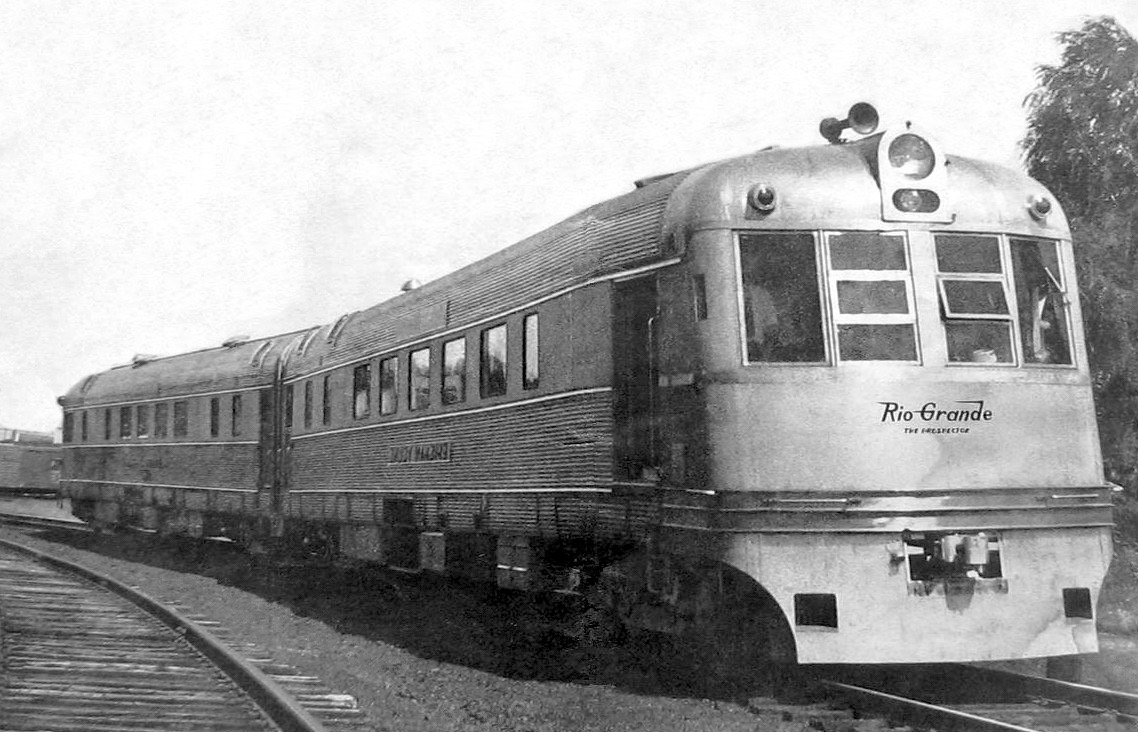
Convoglio Prospector della Budd nel 1941.

Intorno al 1880, in Nord America, vennero sperimentate automotrici a vapore per abbattere gli alti costi di funzionamento di un treno convenzionale con locomotiva a vapore su linee secondarie a basso volume di traffico. Gli esperimenti si dimostrarono deludenti per varie ragioni: l'eccessivo peso di caldaia e motore, il poco spazio disponibile per acqua e combustibile e i costi di manutenzione relativamente elevati dimostrarono il limitato vantaggio del loro uso.
Nei primi del XX secolo furono tentate automotrici con motorizzazione a benzina costruite dalla McKeen Motor Car Company, che ne produsse 152 tra 1905 e 1917.
Un tipo di autobus su rotaia costruito da J. G. Brill fu venduto in più di 300 unità entro il 1920. La Electro-Motive Corporation che, in collaborazione con Winton Motor Carriage Company, dominava il mercato degli anni venti dal 1932 ne uscì a causa della contrazione del traffico ferroviario causata dalla Grande depressione.

### La Budd entra nel mercato
La Budd entrò nel mercato nel 1932 dopo l'uscita della EMC; Budd era un'azienda che si occupava soprattutto del settore automobilistico ed era all'avanguardia nella lavorazione e nella saldatura continua dell'acciaio inossidabile, cosa che permetteva la costruzione di scocche più leggere e resistenti di quelle tradizionali.

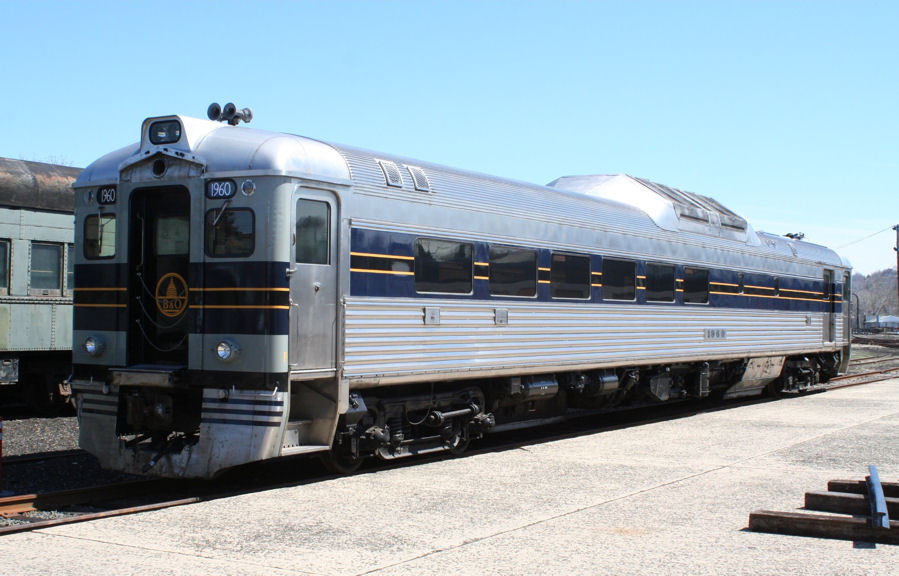
Una RDC-2, ex B & O, al Danbury Railway Museum

Nel periodo la Budd entrò in collaborazione con la Michelin per la costruzione di rotabili ferroviari su ruote in gomma, con cassa in acciaio, alimentati da motori diesel che svolsero servizio nella Reading Company, nella Pennsylvania Railroad e nella Texas and Pacific Railway; ma le carenze degli pneumatici dimostratisi inclini allo scoppio ne decretarono l'insuccesso.
Budd non abbandonò tuttavia la progettazione di automotrici con ruote di tipo convenzionale. Nel 1941 presentò il modello Prospector per la Denver and Rio Grande Western Railroad costituito da due unità accoppiate in permanenza; ciascuna unità era dotata di due motori Diesel da 192 HP, aveva la cassa in acciaio inossidabile e posti, sia a sedere che per dormire. Nonostante risultasse ben accetto da parte del pubblico il progetto si rivelò di difficile gestione per la società e fu sospeso nel luglio 1942. Tuttavia, le soluzioni tecniche sperimentate durante la seconda guerra mondiale, incoraggiarono la Budd ad un nuovo tentativo. La grande richiesta bellica di grossi veicoli motorizzati quali carri armati e mezzi da sbarco aveva portato le aziende allo sviluppo di grandi motori diesel e di convertitore di coppia idraulici. Budd, che fino ad allora aveva prodotto più di 2.500 carrozze "streamlined" per varie ferrovie, ne utilizzò il design per un rotabile dotato di una coppia di grossi motori da 275 kW a 6 cilindri tipo Detroit Diesel Serie 110.
Ciascun motore azionava un asse attraverso un convertitore di coppia idraulico derivato dal carro armato M46 Patton. Budd abbandonava quindi il vecchio concetto di "Railbus" del 1920-1930 utilizzando una normale carrozza da 26 m; il risultato dell'operazione fu il modello RDC-1 che fece il suo debutto pubblico alla Union Station di Chicago il 19 settembre del 1949.

### Modelli base offerti

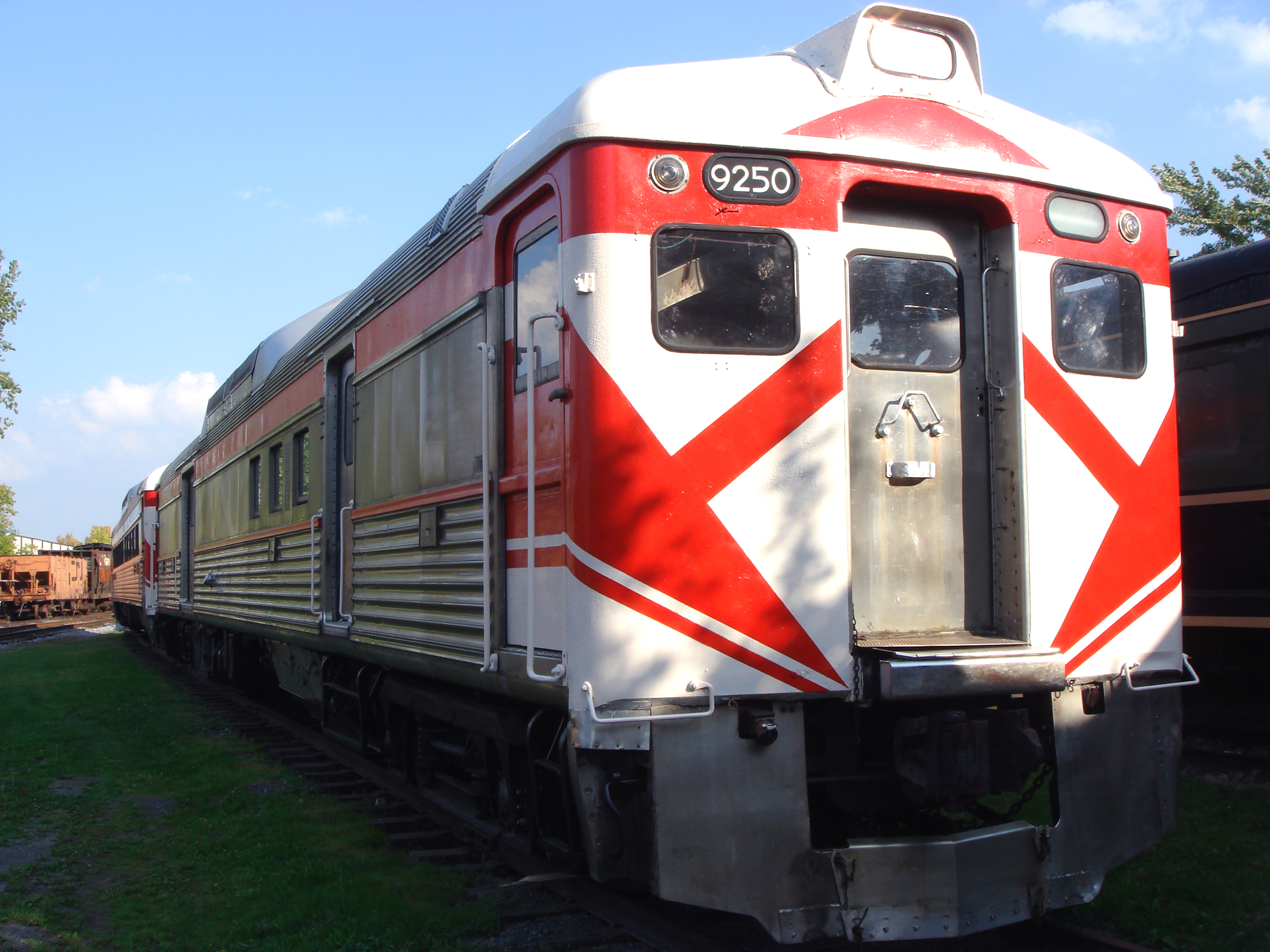
Una RDC-4 ex-Canadian Pacific Railway nel 2007

Budd costruiva cinque varianti del modello base RDC, tutte a trasmissione idraulica:
- RDC-1: una carrozza da 25,91 m, allestimento tutto passeggeri da 90 posti a sedere; massa a vuoto 54 t.
- RDC-2: una carrozza da 25,91 m, con bagagliaio e vano passeggeri da 70 posti a sedere; massa a vuoto 51,8 t. Lunghezza bagagliaio 5,20 m.
- RDC-3: una carrozza da 25,91 m, allestimento composto da ufficio postale, bagagliaio e comparto passeggeri da 48 posti. Massa a vuoto 53,5 t.
- RDC-4: una carrozza da 22,25 m, variante per solo postale e bagagliaio. Massa a vuoto 49,5 t.
- RDC-9: una carrozza da 25,91 m, allestimento passeggeri da 94 posti a sedere; motore da 300 HP, telecomandabile e priva di cabina di guida.

Diverse ferrovie utilizzarono la denominazione "RDC-5" per indicare versioni differenti: Canadian Pacific Railway per il suo modello RDC-2 riconvertito in configurazione interamente viaggiatori e Canadian National Railway per le RDC-9 acquistate dalla Boston e Maine Railroad.
Nel 1956 Budd introdusse una nuova versione di RDC con vari miglioramenti. Le nuove macchine avevano versioni più potenti dei motori tipo 110 Detroit Diesel a 6 cilindri ciascuno dei quali sviluppava 300 hp (invece di 275 hp). 
Era migliorato l'impianto di aria condizionata e più comodi i posti a sedere. L'aspetto era solo leggermente modificato con la modanatura laterale che continuava intorno alla parte anteriore e le finestre anteriori più piccole.

### Prototipo con motori da Jet
Una RDC Budd venne utilizzata dalla New York Central Railroad per un esperimento di alta velocità ferroviaria dotandola di una coppia di motori a reazione provenienti da un aereo Convair B-36, completi di involucro e aggiungendo una carenatura frontale aerodinamica che copriva l'intera parte anteriore. La RDC, numerata M 497 (e soprannominata "Black Beatle") stabilì nel 1966 un record di velocità, negli Stati Uniti, raggiungendo circa 296 chilometri all'ora tra Butler, e Ohio. Non si era mai verificato l'uso di motori a reazione per la trazione di treni regolari; è probabile che fosse stata la notizia dell'immissione in servizio di treni ad alta velocità all'estero, in particolare degli Shinkansen giapponesi, a spingere una ferrovia americana a tali tentativi; nonostante la possibile economia di esercizio della soluzione l'esperimento rimase poco più che una trovata pubblicitaria.

### Rotabili derivati e costruzioni su licenza

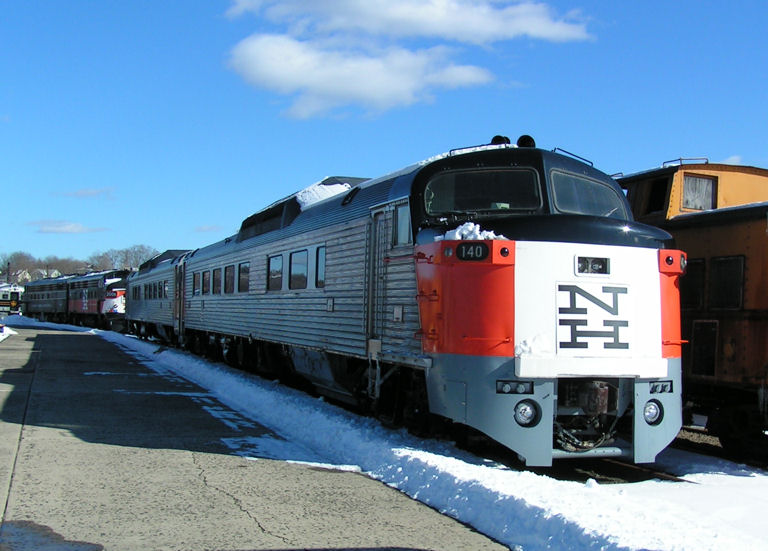
Il Roger Williams al Danbury Railway Museum nel 2006

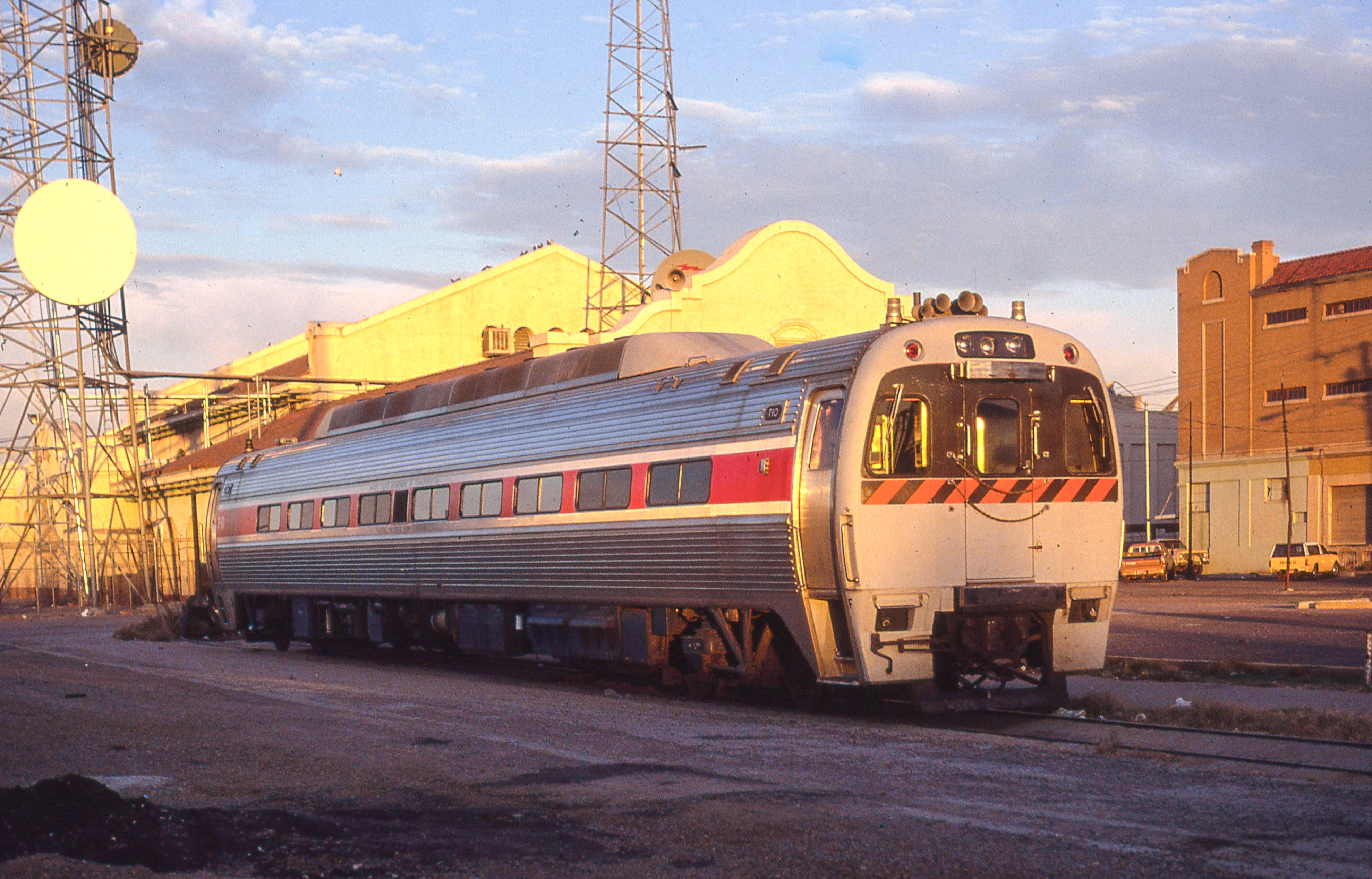
Una SPV-2000 convertita in rotabile di ispezione, in sosta nella Phoenix Union Station nel 1990

Nel 1956 la compagnia New York, New Haven and Hartford Railroad ordinò alla Budd, per il Grand Central Terminal, un convoglio a sei elementi che fu denominato Roger Williams composto di due unità monocabina RDC (con "muso" anteriore simile alle locomotive Diesel classiche e motori da 410 kW) e quattro elementi intermedi (senza cabine di guida); tutte le unità erano equipaggiate di piccoli motori elettrici di trazione alimentabili anche da terza rotaia a motori Diesel spenti. Il rotabile non ebbe vita lunga nella configurazione iniziale e negli anni successivi fu diviso nelle sue parti, utilizzate singolarmente o in composizione con altri rotabili durante gli anni 1980, anche da Amtrak.
Nel 1961 l'australiana Commonwealth Engineering costruì su licenza le automotrici classe 1100 per le New South Wales Railways. Erano di dimensioni minori rispetto alle RDC standard data la sagoma limite più stretta. Una vettura fu allestita con un buffet/snack bar in coda ed era la sola non motorizzata. Le RDC "australiane" effettuavano il "South Coast Daylight Express" tra la Stazione Centrale di Sydney e la stazione ferroviaria di Bomaderry. Furono convertite in locomotive atte al traino di carrozze nel 1982 e ritirate nel 1993.
Alla fine degli anni settanta la Budd presentò il tipo SPV-2000 una nuova versione aggiornata di RDC con un nuovo design la cui scocca era basata sul disegno di una carrozza tipo Amfleet, in acciaio inox, della lunghezza di 26 m circa, motorizzata con una coppia di motori Diesel. Il progetto manifestò vari problemi meccanici; ne furono vendute solo 30 unità.

## Diffusione delle RDC

### Stati Uniti

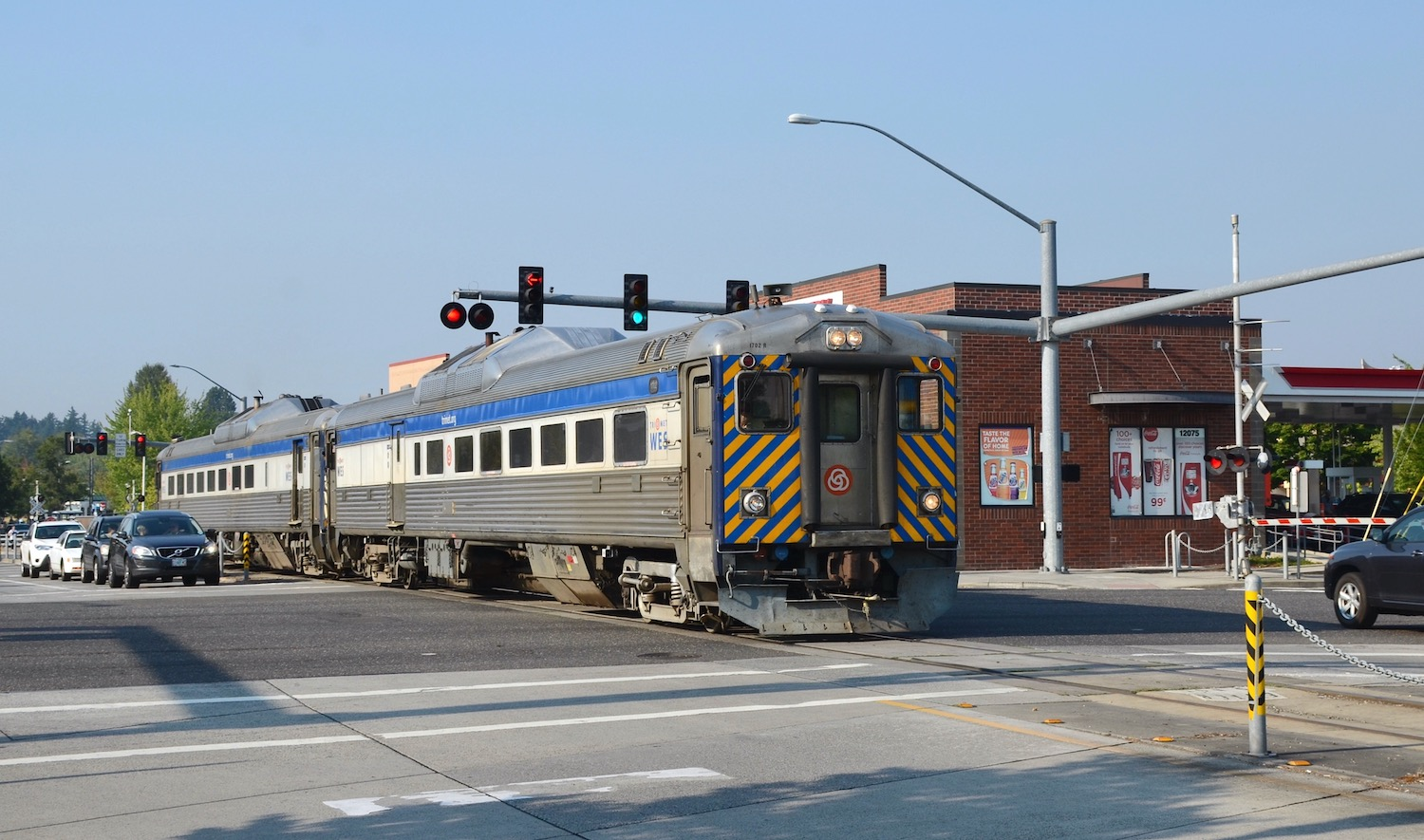
RDC-3 + RDC-2 n. 1702+1711 in servizio sulla linea WES Commuter Rail, a Beaverton, nel 2017

La Boston and Maine Railroad fu il maggior utilizzatore delle automotrici Budd RDC ma queste furono diffuse, per i servizi pendolari e su brevi distanze, anche sulle linee di New Haven Railroad, New York Central, Northern Pacific, Reading Railroad, Pennsylvania-Reading Seashore Lines, Baltimore and Ohio, New York, Susquehanna and Western Railway e Central Railroad of New Jersey.
La Alaska Railroad acquistò 5 RDC usate, 3 delle quali da Southeastern Pennsylvania Transportation Authority (SEPTA) e 2 da Amtrak tra 1984 e 1986. Furono tutte alienate o dismesse entro il 2009.
Il Tri-County Metropolitan Transportation District of Oregon (TriMet), dell'area metropolitana di Portland, in Oregon, ne acquistò 2 unità per il "Westside Express Service"
Tredici unità RDC furono acquistate da Via Rail nel 1993 per il servizio "Trinity Railway Express" tra Dallas e Fort Worth.
La Denton County Transportation Authority ne noleggiò alcune per il servizio "A-train" fino alla consegna dei nuovi Stadler GTW 2/6.

### Canada

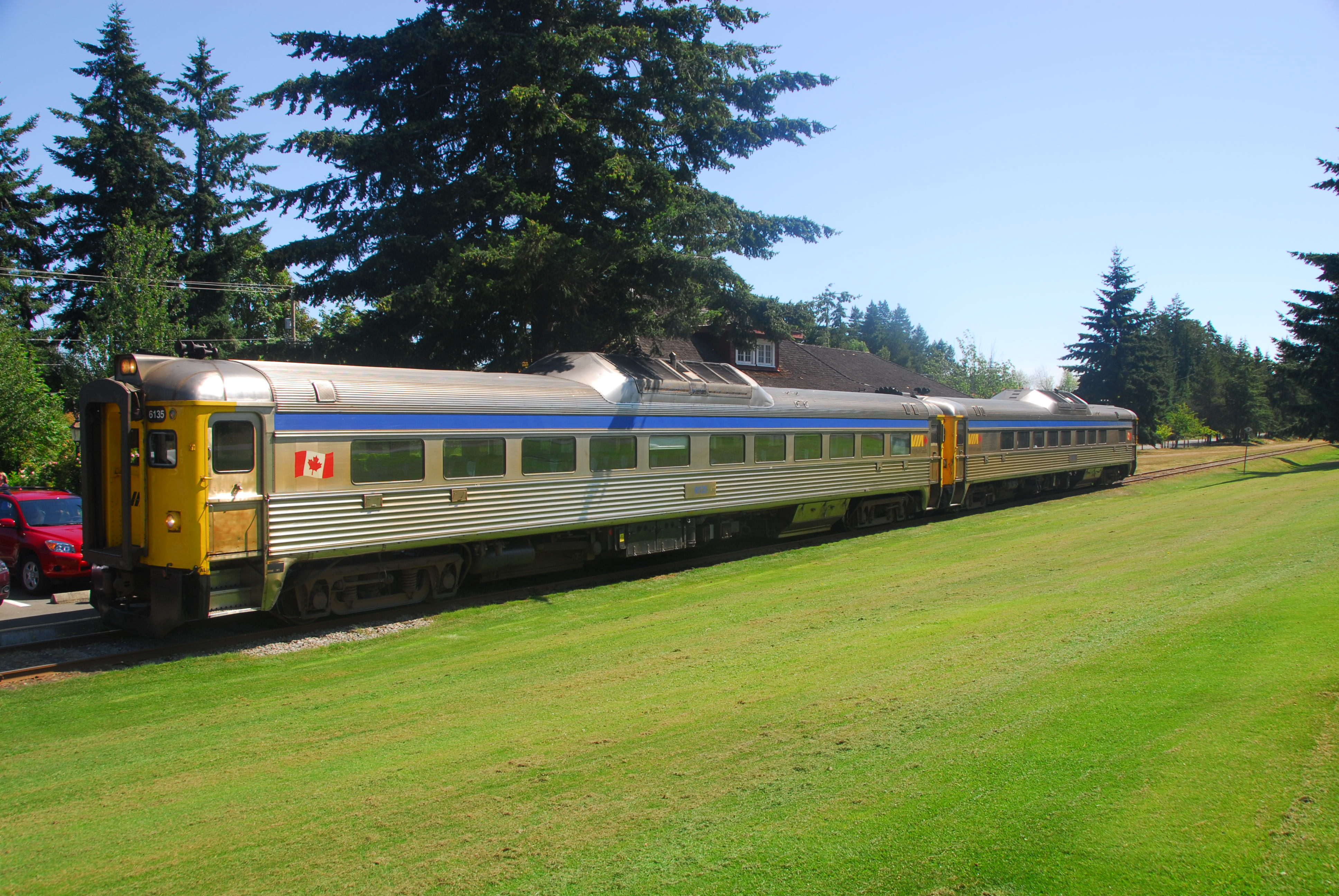
RDC-1 Via Rail a Vancouver Island

Sia Canadian National Railway (CN) che Canadian Pacific Railway (CP) acquistarono RDC. La Canadian National ne acquisì 25 unità nuove e molte altre di seconda mano da Boston e Maine Railroad. Denominate da CN Railiners, vennero utilizzate soprattutto sulle linee secondarie. Canadian Pacific acquistò 53 macchine di cui la prima immessa in servizio il 9 novembre 1954 tra Detroit e Toronto. Fu il primo treno passeggeri in acciaio inox ad operare in Canada. CP denominò i suoi treni con RDC Dayliners e ne fece largo uso per i treni pendolari delle aree di Montreal e Toronto. VIA Rail ereditò molte di queste automotrici quando assunse i servizi passeggeri CN e CP nel 1978. VIA Rail continuò ad usare le RDC per il Sudbury–White River train in Ontario.
Un altro acquirente canadese di RDC fu la Pacific Great Eastern Railway per il servizio passeggeri tra la stazione Nord di Vancouver e la stazione Prince George. Le RDC continuarono il loro servizio fino alla fine del servizio passeggeri di BC Rail, succeduta alla Pacific Great Eastern nel 2002.

### Australia

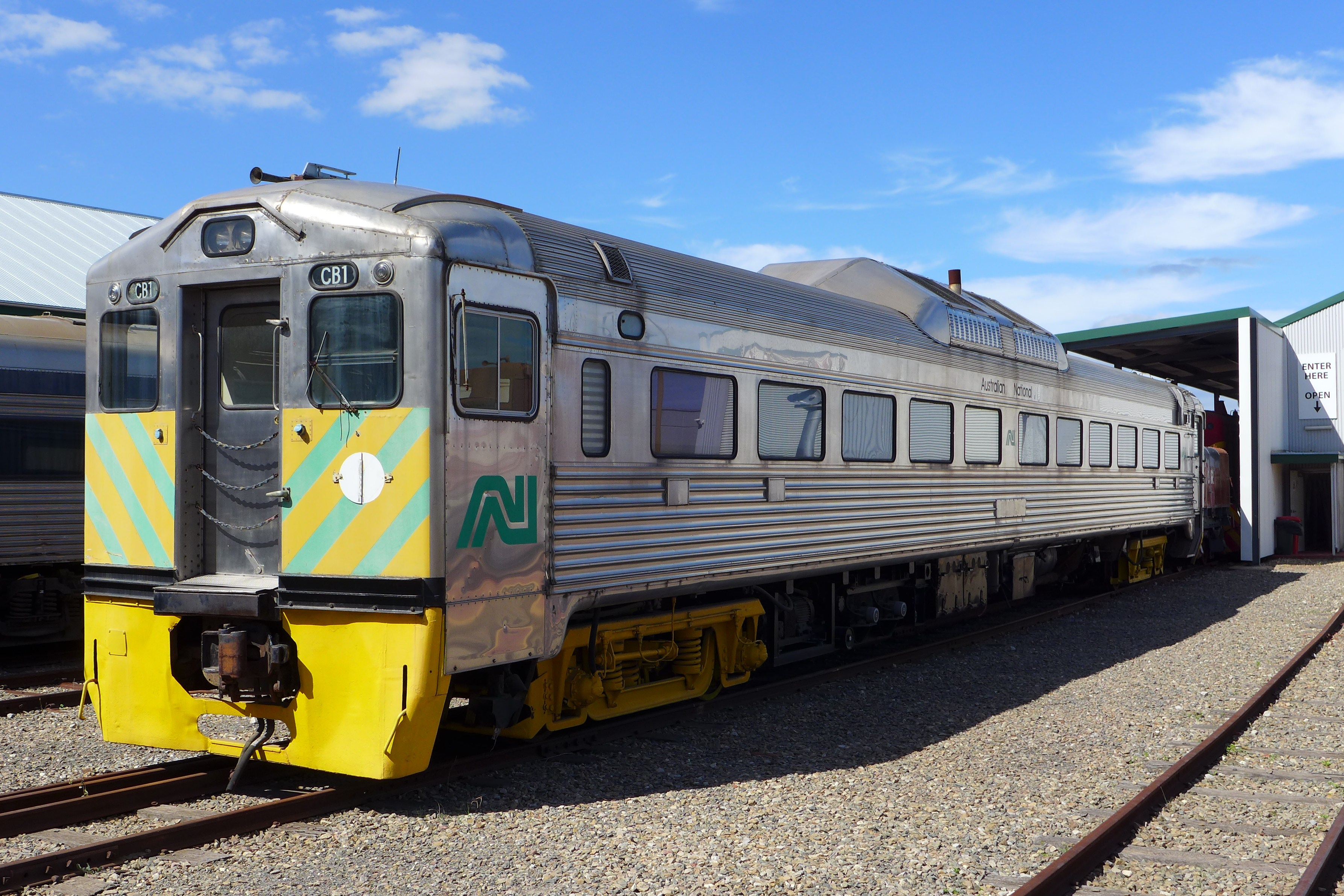
Commonwealth Railways CB class railcar preservata al National Railway Museum, di Port Adelaide, in aprile 2014

Tre RDC-1 furono esportate in Australia nel 1951 per le Commonwealth Railways. Svolsero servizio tra la stazione di Port Pirie Junction (Woomera) e le stazioni di Tarcoola, Marree e Whyalla prima di essere trasferite all'Australian National Railways Commission nel luglio 1975 e successivamente ritirate. Nel 1986 furono reintegrate sui servizi da Adelaide a Whyalla e Broken Hill fino al dicembre 1990.

### Brasile

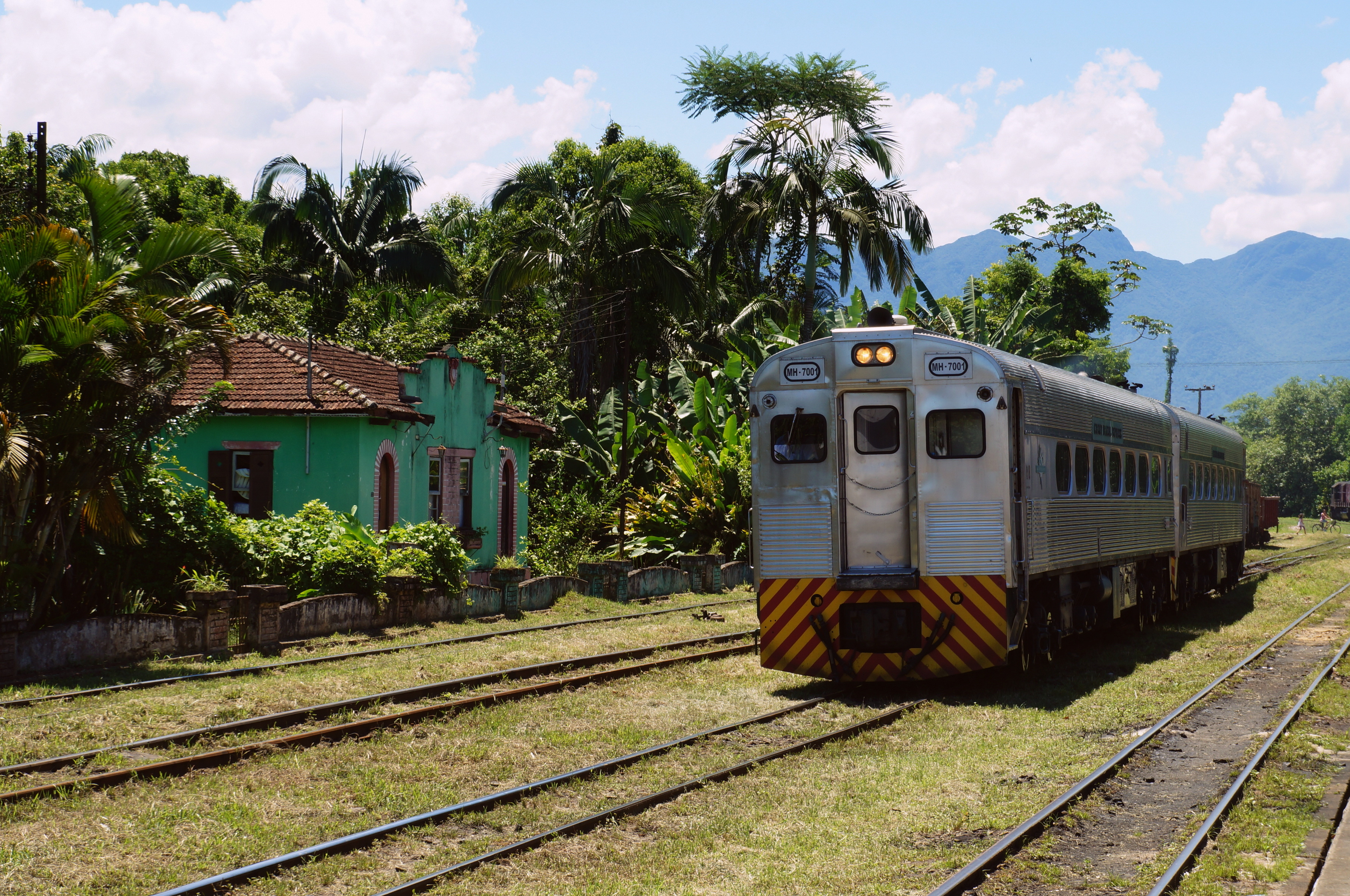
Una delle Pioneer III, versione a scartamento metrico delle RDC, in un servizio turistico a Morretes nel 2014

Le RFFSA (Ferrovie federali del Brasile) acquistarono 4 RDC-1 e 2 RDC-2 nel 1958 a scartamento largo da 1600 mm seguite da ulteriori 23 unità nel 1962–1963; 4 di queste erano a scartamento largo, del tipo RDC-1, le altre 19 unità erano a scartamento metrico e considerevolmente differenti dal modello standard. Il loro design riprendeva le caratteristiche della carrozza tipo Pioneer III, con 48 posti a sedere e un piccolo buffet, o con 56 posti a salone unico. Alcune unità sono rimaste in servizio per effettuare il treno turistico "Serra Verde Express".

### Cuba
Le maggiori compagnie ferroviarie di Cuba acquistarono RDC Budd negli anni cinquanta: Ferrocarriles Consolidados de Cuba ne acquisì 11 unità RDC-1 e 5 unità RDC-2 che vennero utilizzate sia singolarmente che accoppiate fino a tre unità; Ferrocarriles Occidentales de Cuba ne ordinò 3 unità RDC-1 e 6 unità RDC-3 tra 1956–57. Le automotrici rimasero in uso anche dopo la Rivoluzione Cubana nelle Ferrovie Nazionali di Cuba giungendo in servizio fino agli anni ottanta.

### Arabia Saudita
Nel dopoguerra l'Arabian American Oil Company costruì una ferrovia a scartamento normale in collaborazione con il governo saudita. La società ordinò tre RDC-2 nel 1951 e una quarta nel 1958 per il servizio su vari percorsi originanti da Dammam. Dal 1965 sono state tutte demotorizzate e convertite in rimorchi.

## Prospetto delle compagnie utilizzatrici
Budd costruì complessivamente 398 RDC tra 1949 e 1962. (La tabella seguente non comprende le sei unità componenti il Roger Williams né le derivate costruite su licenza).
| Ferrovia                                  | Modello | Quantità | Classificazione                       | Note                |
| ----------------------------------------- | ------- | -------- | ------------------------------------- | ------------------- |
| Arabian American Oil Company              | RDC-2   | 4        | 8000–8003                             |                     |
| Atchison, Topeka and Santa Fe Railway     | RDC-1   | 2        | DC-191, DC-192                        |                     |
| Baltimore and Ohio Railroad               | RDC-1   | 12       | 1908–1911, 6510–6517                  |                     |
| Baltimore and Ohio Railroad               | RDC-2   | 4        | 1960–1961, 6550–6551                  |                     |
| Boston and Maine Railroad                 | RDC-1   | 57       | 6100–6156                             |                     |
| Boston and Maine Railroad                 | RDC-2   | 15       | 6200–6214                             |                     |
| Boston and Maine Railroad                 | RDC-3   | 7        | 6300–6306                             |                     |
| Boston and Maine Railroad                 | RDC-9   | 30       | 6900–6929                             |                     |
| Budd (prototipo)                          | RDC-1   | 1        | 2960                                  |                     |
| Canadian National Railway                 | RDC-1   | 9        | D-200–D-201, D-102–D-108              |                     |
| Canadian National Railway                 | RDC-2   | 5        | D-201–D-203, D-205, D-250             |                     |
| Canadian National Railway                 | RDC-3   | 5        | D-100–D-101, D-302, D-351–D-352       |                     |
| Canadian National Railway                 | RDC-4   | 6        | D-150–D-151, D-401–D-402, D-451–D-452 |                     |
| Canadian Pacific Railway                  | RDC-1   | 23       | 9050–9072                             |                     |
| Canadian Pacific Railway                  | RDC-2   | 22       | 9100–9115, 9194–9199                  |                     |
| Canadian Pacific Railway                  | RDC-3   | 5        | 9020–9024                             |                     |
| Canadian Pacific Railway                  | RDC-4   | 3        | 9200, 9250–9251                       |                     |
| Central Railroad of New Jersey            | RDC-1   | 7        | 551–557                               |                     |
| Chicago and Eastern Illinois Railroad     | RDC-1   | 1        | RDC1                                  |                     |
| Chicago and North Western Railway         | RDC-1   | 2        | 9933–9934                             |                     |
| Chicago and North Western Railway         | RDC-2   | 1        | 9935                                  |                     |
| Chicago, Rock Island and Pacific Railroad | RDC-3   | 5        | 9002–9004, 9015–9016                  |                     |
| Commonwealth Railways (Australia)         | RDC-1   | 3        | CB1–CB3                               |                     |
| Consolidated Railways of Cuba             | RDC-1   | 11       |                                       |                     |
| Consolidated Railways of Cuba             | RDC-2   | 5        |                                       |                     |
| Duluth, Missabe and Iron Range Railway    | RDC-3   | 1        | 1                                     |                     |
| Duluth, South Shore and Atlantic Railway  | RDC-1   | 1        | 500                                   |                     |
| Duluth, Winnipeg and Pacific Railway      | RDC-3   | 1        | D301                                  |                     |
| Grand Trunk Western Railroad              | RDC-2   | 1        | D204                                  |                     |
| Grand Trunk Western Railroad              | RDC-3   | 1        | D303                                  |                     |
| Great Northern Railway                    | RDC-3   | 1        | 2350                                  |                     |
| Lehigh Valley Railroad                    | RDC-1   | 1        | 40                                    |                     |
| Lehigh Valley Railroad                    | RDC-2   | 1        | 41                                    |                     |
| Long Island Rail Road                     | RDC-1   | 1        | 3101                                  |                     |
| Long Island Rail Road                     | RDC-2   | 1        | 3121                                  |                     |
| Minneapolis and St. Louis Railway         | RDC-4   | 2        | 32–33                                 |                     |
| Missouri-Kansas-Texas Railroad            | RDC-3   | 1        | 20                                    |                     |
| New York Central Railroad                 | RDC-1   | 16       | M-451–M-465                           |                     |
| New York Central Railroad                 | RDC-2   | 1        | M-480                                 |                     |
| New York Central Railroad                 | RDC-3   | 3        | M-497–M-499                           |                     |
| New York, New Haven and Hartford Railroad | RDC-1   | 29       | 20–48                                 |                     |
| New York, New Haven and Hartford Railroad | RDC-2   | 2        | 120–121                               |                     |
| New York, New Haven and Hartford Railroad | RDC-3   | 6        | 125–130                               |                     |
| New York, New Haven and Hartford Railroad | RDC-4   | 3        | 135–137                               |                     |
| New York, Susquehanna and Western Railway | RDC-1   | 4        | M-1–M-4                               |                     |
| Northern Pacific Railway                  | RDC-2   | 1        | B30                                   |                     |
| Northern Pacific Railway                  | RDC-3   | 2        | B40–B41                               |                     |
| Pacific Great Eastern Railway             | RDC-1   | 3        | BC10–BC12                             |                     |
| Pacific Great Eastern Railway             | RDC-3   | 4        | BC30–BC33                             |                     |
| Pennsylvania-Reading Seashore Lines       | RDC-1   | 12       | M-402–M-413                           |                     |
| Reading Company                           | RDC-1   | 12       | 9151–9162                             |                     |
| RFFSA (Brasile)                           | RDC-1   | 8        | ED11–ED14, M504–M505, M552–M553       | Scartamento 1600 mm |
| RFFSA                                     | RDC-1   | 19       | M600–M610, M700–M707                  | Scartamento 1000 mm |
| RFFSA                                     | RDC-2   | 2        | ED51–ED52                             | Scartamento 1600 mm |
| Southern Pacific Railroad                 | RDC-1   | 1        | 10                                    |                     |
| Western Pacific Railroad                  | RDC-2   | 2        | 375–376                               |                     |
| Ferrocarriles Occidentales de Cuba (Cuba) | RDC-1   | 4        | 901–904                               |                     |
| Ferrocarriles Occidentales de Cuba        | RDC-3   | 6        | 951–956                               |                     |

## Sedi delle unità preservate
Numerose unità RDC sono state conservate ad uso turistico o museale a cura delle seguenti associazioni, musei o ferrovie:
- Alberta Central Railway Museum
- Bedford Depot
- Bellefonte Historical Railroad Society
- Cape May Seashore Lines
- Conway Scenic Railroad
- Danbury Railway Museum[34]
- Hobo Railroad
- Idaho Northern and Pacific Railroad[35]

- Illinois Railway Museum
- New Hope Valley Railway
- Newport Dinner Train
- North Shore Scenic Railroad
- Old Colony & Fall River Railroad Museum
- Orford Express[36]
- Port of Tillamook Bay Railroad
- Reading, Blue Mountain and Northern